# Калабрийска кухня
Калабрийската кухня (регион Калабрия, Южна Италия) е бедна кухня от селски произход, с множество ястия, тясно свързани с религиозни поводи: на Рождество Христово и Богоявление е обичайно да се поставят тринадесет ястия на масата, докато на карнавала се ядат макарони, кюфтета и свинско месо. Великден се празнува с печено агне, сладки пърженки (кудурачи) и духовни хлябове, както е и на другите празници. Много важен сос е 'nduja, доста пикантен и отличен за кростини.

## Характеристики
В Калабрия, както отбелязва немският филолог Герхард Ролфс, няма истинско етническо или езиково единство и следователно и нейните кулинарни продукции не са хомогенни, засегнати от древното разделение между Калабрия Читериоре и Калабрия Ултериоре. Има няколко ястия, които могат да бъдат намерени във всичките настоящи пет провинции, като паста ca muddica и хамсия, пармиджана от патладжани, стокфикс (прясно осушена треска), които обаче имат различни приготовления в различните територии. Метрополен град Реджо Калабрия и още повече град Реджо ди Калабрия се различават от останалите, особено от това на Козенца, която и географски е много отдалечена.
Консервираните храни са важни, като осолената аншоа, обезсолена и поставена в масло с лют червен пипер, свинските колбаси (като 'nduja и калабрийска сопресата), сирената, зеленчуците в масло и сушените домати, което им е позволявало да оцелеят в периодите на глад, както и в дългите периоди на обсада от сарацинските пирати.
Лозарството се разраства и производството на маслини се запазва, макар и намаляло. Има забележителна употреба на зеленчуци: преди всичко патладжани, но също и домати, чушки, червен лук, марули, броколи и бобови култури като боб, нахут, леща и боб.
В хляба се използва много твърда пшеница (особено тип Giugiulena), а домашно приготвената паста е широко разпространена. Лютите чушки, повече или по-малко пикантни, се използват широко, особено в сосове и основни ястия.

## Първи ястия
- Cacocciuli ca' pasta: паста с див бодил;
- Cuccìa: традиционно ястие, приготвено по случай празниците на покровителите на селищата в района на Козенца. Ястието е на основата на пшенично, свинско и/или козе месо или в сладък вариант с канела, шоколад и портокалови кори;
- Maccarruni ca sarsa: традиционно калабрийско ястие, консумирано в Кондофури, Мелито ди Порто Салво, Бова Марина и в цял Метрополен град Реджо Калабрия;
- Fileja или fhilatierj (традиционно за цяла Калабрия, известно с различни имена в различните области: maccarruni i casa, scilatelli, maccarruni a firrettu, stranguggji, strozzaprìaviti и др.): паста, подобна на макарони, домашно приготвена с типичната калабрийска кука за плетене на чорапи (u' f'rzuh'). В района на Вибо Валентия и в този на Реджо Калабрия за приготвянето му са обвивали пастата с  gonaci, т.е. с дървесните стъбла на цветето disa (Ampelodesmos mauritanicus, gùtimu на калабройски). Отлично се комбинира с козе месо. В района на Вибо Валентия традиционното съчетание е с нахут. В района на Реджо се подправя със свинско рагу, а в Бова е типично козето рагу, което трябва да е от девствена коза;
- Tagghiulini chi ciciri: талятели традиционни за цяла Калабрия, особено тези с произход от Магна Греция, придружени от нахут;
- Maccarruni i'casa: макароните принадлежат към най-древната калабрийска традиция и трябва да се считат за прародителите на пастата, която след това се разпространява от Калабрия на Италианския полуостров. Приготвени със смес от брашно тип 0, грис и вода, те са били оформени в древността около стрък от определена билка, днес около игла за плетене или по-често с промишлени машини, и са били подправени с богати сосове на основата на козе, телешко или свинско (maccarruni cu'zucu ra Crapa, ru boi или ru porcu). Допълват се с настъргана солена рикота;
- Maccarruni a pasturaliː макарони със сос от рикота със смлян черен пипер. В своите вариации ястието може да включва пушена рикота или рагу от наденица.
- Pasta a lu fùrnu или pasta 'ncasciàta (в района на Реджо): къси ригатони или пакери, подправени с месен сос, кюфтета и сушени меса, обогатени с твърдо сварени яйца и сирена качокавало или провола и много сирене пекорино. Поставят се ('ncasciàti) между два или повече слоя пържени патладжани в тиган, завършвайки готвенето на фурна;
- Pasta ca' muddica e alici: изключително просто и вкусно ястие, обикновено състоящо се от спагети, подправени с аншоа и олио, свързани с шепа настърган и препечен хляб;
- Pasta chi melangiane mbuttunate: паста (често паста 'i casa) овкусена с патладжани, които биват "'mbuttunate" с галета, пекорино, пармезан и билки, запържени и след това потопени в доматен сос. Типична паста от района на Реджо и Локрида.
- Suppa di pani i migliu: традиционна за Сант'Агата ди Езаро, чорба от с просо, боб, свински кожички, цикория и сушени чушки, с добавка на доматено пюре;
- Pasta e fagioli alla paisana: боб, картофи, броколи и паста, сварени заедно и след това полети със зехтин в чинията;
- Pasta e lambà: паста с охлюви, консумирана през октомври и ноември в Централна и Северна Калабрия;
- Pasta e patate ara tijeddra: печена паста и картофи, традиционно за Козенца, приготвено сурово с всички съставки: паста пене а кандела, картофи, сос, настърган пармезан, чесън, риган и сол). В Реджо Калабрия върху основа от лук, олио и домати, пресни или консервирани в бутилка, с целина, червен пипер, а през лятото и босилек, картофите се варят около час и след това се добавя пастата "напръстник". Сервира се с шепа пекорино;
- Perciatelli cu piscistoccu;
- Pulenta chi'e brocculi e curcuci: полента с броколи и чичоли;
- Rascatìlli: типични за йонийската област на Козенца, те са подобни на луканските страшинати, приготвени на ръка, с пръсти; различават се по броя на пръстите, участващи в създаванетоː "a duj dit" (два) до "a gott' dit" (четири пръста);
- Zuppa i cipudduzzi: традиционно за Централна и Северна Калабрия, това е супа от хляб и див лук, подобна на луканските и апулийските лампишони;
- Gnocchi alla maniera cosentina: включва смесване на малко брашно с вряща вода (т.е. доведена до кипене). След това от тестото се правят ньоки. Обикновено се подправят с богато свинско рагу. Това е ястие за празнични дни;
- Pasta e patati ca' trimma: пържат се необелени и нарязани на кубчета млади картофи. Смесват се в тигана, след като се отцедят за кратко, с твърдо сварената къса паста, с яйца, разбити със сирене пекорино и черен пипер;[1]
- Pasta e caulisciuri: задушава се лук, нарязан на тънки филийки, добавя се наситнена мазна сланина с магданоз и всичко се задушава обилно в зехтин, след това се добавят нарязаният на парчета карфиол, няколко черпака вода и малко черен пипер, като се продължава готвенето на умерен огън до пълна готовност. Използва се къса паста като ригатони, пакери или големи дитали;
- Pasta e piselli: приготвя се с настърган лук, който се запържва в малко зехтин, добавя се смес от свинска мас и магданоз, след това се добавят грах и няколко свински кожички, консервирани полусварени (фритули) в буркани от сало. Добавят се две супени лъжици сало и се продължава да се вари на много умерен огън около два часа. Използва се паста дитали или вермичели. Традиционно за Свети понеделник в района на Реджо.
- Pasta e fave: готви се по същата процедура като пастата с грах;
- Maccu di fave: пюре от сух боб, подправено със зехтин в чинията и придружено с крутони.[2]
- Taddi al pomodoro: супа от тиквен свят с пресен домат[3]
- Polenta verde: царевична полента овкусена с curcuci (свински кожички)[4]
- Ciciari ca pasta: нахут с паста. Чорба от нахут, обогатена с лук, нарязана панчета и парчета телешки бут, подправена със зехтин.[5]
- Vermicelli alla riggitana: запържва се скилидка чесън в зехтин, добавят се доматчета Пакино, каперси и риган и с това се овкусява паста вермичели.[6]
- Linguine Aspromonte: лингуини овкусени със сос от лук, печурки, патладжани, чушки, домат, пържени тиквички и люта чушка;[7]
- Scarola ammuddicata: къдрава листна ендивия с галета. След като се свари, се овкусява със запечена скилидка чесън в зехтин и се добавят галета и сирене пекорино.[1]

## Втори ястия

### Месни
- Frittole: свински кожички и месо, останали след приготвянето на сушени меса, сварени в животинска мазнина в кадара или кардара, типични за Реджо Калабрия и планинските райони на Калабрия;
- Curcùci или salimorati, frisulimiti и други имена: традиционни особено в района на Реджо, парчета свинско месо, останали след готвене на пърженки, смесени със свинска мас;
- Polpette alla mammolese: средно големи кюфтета, приготвени от смес от свинска кайма, накиснат хляб, яйца, люта чушка, чесън и козе сирене. Сред най-известните и ценени типични ястия от Калабрия;
- Polpette di pane di miglio alla Santagatese: най-представителното ястие от кухнята на Сант'Агата ди Езаро. Кюфтета от хляб от просо, свинско месо, яйца, магданоз, пекорино и домашно приготвена доматена "вода" (доматен сос, разреден във вода). Приготвят се бавно в соса и след това се сервират или с макарони, или самостоятелно. Традицията повелява в чинията да има три кюфтета. Тези кюфтета са имали много регионални вариации, но тези от Сант'Агата остават емблематични в цялата провинция Козенца и Калабрия;
- Bucalàci (охлюви), на някои места наречени също vermituri, vavaluci или virdelli (последните са вид охлюв със зеленикав цвят).
- Capocollo fritto nella 'nduja con la cipolla di Tropea (нар. и cap'collu fritt' n'da 'nduja ca a cipoll' i Tropea на калабрийски диалект): това е второ ястие, приготвено чрез пържене на cвинска шия в 'nduja (типична калабрийска наденица, специалитет на Спилинга), след което се добавя червен лук от Тропеа и понякога хляб или патладжани. Често се приготвя в много райони на Калабрия;
- Satizzu или saddizzu в района на Реджо или sozizzu или sazizza в района на Козенца (Калабрийска наденица): пикантна със смлян червен пипер чили в Централна и Северна Калабрия, с черен пипер и див копър в Южна Калабрия;
- Suppizzata, supprezzata, surpressata (в значението на „окачена нависоко“ (калабрийска сопресата), има много видове: пикантна с пикантен червен пипер чили и по-рядко сладка в Централна и Северна Калабрия. С черен пипер и див копър в Южна Калабрия, особено в района на Реджо.
- Ficatu alla rriggitana: телешки дроб с лук, пържени картофи и всичко това се пасира с винен оцет;
- Mazzacorde alla cosentina: приготвени с агнешки карантии (шкембе, бял дроб, сърце, далак, черва, мрежа) и подправени с чесън, лют червен пипер, белени домати, босилек, риган, необработен зехтин и сол.
- Murzeddhu (традиционно за карнавала в района на Катандзаро): яхния от телешки карантии с доматен сос и обилно количество лют червен пипер. Придружава се с пита – вид домашен хляб;
- Cervellata: tipico della Calabria centrale e settentrionale.
- Suffrittu (запръжка), традиционно за Реджо Калабрия и Южна Калабрия, приготвя се с карантия и може да бъде от телешко, ярешко, агнешко и свинско. Ако говеждото се приготвя на тиган с парчета шкембе, бъбрек, далак и сърце, с лук, домат, люта чушка и свинска мас. ако е от овца, с всички вътрешности; ако е свинско само с белия дроб.
- A cutra ru bizzolu;
- Crapettu all'usu i Riggiu;
- Capra a ragù;
- Caèra alla maniera di Polsi;
- Carne alla pecorara;
- Spezzatino alla calabrese;
- Stufatu alla Santagatisa, stufato alla maniera di Sant'Agata di Esaro;
- Ragù calabrese;
- Braciolette

### Рибени
- Baccalà alla cosentina (треска по козентински):  с картофи, черни маслини, чушки, доматен сос, дафинови листа, магданоз, сол и черен пипер;
- Pesce spada calabrese (Калабрийска риба меч), приготвена по различни начини, сред които:
  - Piscispata alla riggitana
  - Piscispata alla bagnarota
  - Piscispata 'rustùtu cu'sarmurìgghiu: печена риба меч със сос салморилио, традиционно ястие от Реджо Емилия;
  - Piscispata a'gghiotta: типично ястие от Реджо Емилия;
  - Bracioletti i Piscispata: рулца от риба меч, типично ястие от Реджо Емилия;
- Pesce Stocco или стокфикс (stoccafisso), по-специално осушената треска от Мамола (включена в Националния списък на селскостопанските хранителни продукти от Министерството на политиките в областта на земеделието и горите на Италия), както и тази на Читанова. Приготвя се по различни начини и се счита за едно от най-известните типични ястия от калабрийската гастрономия;
  - Stocco con funghi: с гъби в доматен сос или без;
  - Stocco e fagioli: с боб и домат в тиана – теракотен съд;
  - Stocco arrostito: пече се на скара или на тиган и се овкусява със зехтин;
  - Stocco alla mammolese: приготвено с парчета осушена треска и картофи в доматен сос, маслини и лют червен пипер, то се счита за едно от най-известните традиционни ястия на Калабрия.
  - Piscistoccu a 'nzalata: на салата, сурова, накисната в лимон, сол и магданоз;
  - Piscistoccu alla trappitara: франтоянска риба, типична за Реджо Калабрия;
  - Melanzane ripiene con lo stocco;
  - Ventriceddi i piscistoccu: рибено коремче, пълнено с галета.
- Tonno di Reggio "alla bagnarese"
- Sardella (на диалект "sardedda"), традиционно за Круколи, Кариати, Крозия, Требизаче (тук наричана à sardicella spicy) и Чиро, но широко разпространена в цяла Калабрия, това е кремообразна паста на базата на сардини или biancatti (новородени на сардините) със сол, лют червен пипер и различни подправки (напр. копър). Използва се като се намазва върху хляб, като в този случай е прието да се сервира с пресен лук или като подправка за спагети.
- Turtera di lici: тортичка от аншоа;
- Turtera di spatula: тортичка от риба bandiera;
- Cutuletti i spatula: котлети от риба bandiera;
- Spatula a brodettu; риба bandiera в сос;

### Зеленчукови
- Polpette di melanzane (кюфтета от патладжани)
- Melanzane ripiene (Пълнени паталджани), “melangiani chjini” или “mulingiani chini”ː приготвят се с пълнеж от пулпата на самите патладжани, вкусът се определя от сместа и естествените овкусители. Патладжаните се приготвят и с плънка от риба, рикота, зеленчуци, картофи, лучен и доматен сос и др.;
- Melanzane a scapece;
- Patate 'mpacchiuse; традиционно ястие от Централна и Северна Калабрия. Вариантът от Козенца също включва лук и люта чушка при пържене и допълнителни вариации на чушки и наденица;
- Pìpi chìni: пълнени чушки;
- N'ghiambara: омлет от лук, традиционно за Козенца;
- Gianfùttiri: миш-маш на зеленчукова основа, съставена от различни зеленчуци, приготвени отделно, след това запържени в масло и поръсени с оцет, събрани в един съд (типично ястие за Северна централна Калабрия);
- Vruacculi i rapa e sazizza: пържени цикории (cime di rapa), ряпа и наденица, типично ястие от Козенца;
- Vruacculi ara tijeddra: калабрийски броколи, сварени и после печени на фурна със зехтин, чесън, перокино и галета, традиционно ястие за Северна Калабрия;
- Màccu (macco): пюре от сварен боб, намачкан на каша и подправен с олио и див копър;
- Pipi fritti, нар. също patati e pipareddi или pipi e patati: пържени чушки с картофи;
- Zafarani a rusceddra o zafarani a ruscella, или zafarani cruschi: чушки, изсушени през лятото, които се пържат, което ги прави много хрупкави, традиционно ястие за Централна и Северна Калабрия;
- Ammuddicati: чушки, домати, тиквички, лук, картофи пълнени с галета поднесени със сирене, чесън и каперси;
- Cucuzzeddi ca trimma: тиквички с яйце и настъргано пекорино;
- Brocculi 'ffucati: калабрийски броколи с чесън и зехтин;
- Peperoncini piccanti ripieni: люти чушки ciliegia пълнени с риба тон, с добавен каперс, и консервирани в зехтин.

### Други
- Cuddrurieddri cosentini: традиционно се приготвят по време на коледния период, който преминава от Непорочното зачатие (поради което се наричат допълнително cuddrurieddri d'a 'Mmaculata) до Богоявление. Приготвят се чрез варене и пасиране на картофи. След охлаждане на сварените и намачкани картофи се добавят мая и брашно и всичко се омесва "pigliann a ppugni". След това парчетата тесто се правят във форми за понички, топки (обикновено направени с аншоа) или дълги. След като се оставят да втасат, се пържат във врящо олио. При желание може да се потопят в захар;
- Biscottu a 'capunata: пшенична бисквита, традиционно ястие от Реджо Емилия;
- Zippuli: приготвени със смес от картофи и брашно и след това пържени;
- Patati e caccìoffuli alla mascisc: земна ябълк
- Licurda: чорба от лук, целина, картофи, риба, домати и яйца, като подправка за стар хляб, традиционно ястие от Северна Калабрия.

## Колбаси
- 'Nduja: традиционен пикантен или сладък калабрийски салам, характерен за Спилинга;
- Soppressata di Calabria: приготвя се като се вземат най-добрите части от свинското месо, нарязват се на едри парчета и се добавят черен пипер, копър на зърна, сол и калабрийски лют пипер, пълнят се в естествени обвивки, като по-специално обвивката от дебело черво.
- Salsiccia di Calabria: приготвя се от свинска кайма, комбинирана с черен пипер, копър на зърна, сол и калабрийски лют пипер, като се пълни в естествени обвивки, като по-специално трябва да се използва обвивката от тънките черва.
- Capocollo di Calabria или capicoddhu, capicodu, capaccùallu, capicoju, capaccùaddru, capeccùallu;
- Pancetta di Calabria: прави се с коремната част на прасето, отстранява се кожата и вътрешността от месо и мазнина и се посолява за няколко дни, след като изтече времето за осоляване сланината се намазва със смлян лют червен пипер или черен пипер, навити и завързани и оставени да отлежат.
- Guanciale di Calabria o bucculàru, bufhularu, vuccularu, vusjhulu или vusjhularu:
- Salame pezzente: o pizzenti, nduglia, nduja, традиционен за района на Козенца и планинските райони на Аспромонте, той се прави чрез пълнене на тънки черва (като наденица) с мускулесто месо, бели дробове и сърце на прасе и след това се добавя смлян пикантен червен пипер чили, за да се придаде пикантен вкус и цвят, клонящ към червено.

## Десерти
- Lumini или gelatine: пастички, приготвени чрез поставяне между два слоя на бяла бадемова паста (белени бадеми, смлени много ситно и сварени със захар), слой тъмна бадемова паста (бадеми, препечени в кожата си, смлени много фино и сварени със захар, какао, карамфил и канела). Накрая украсени с глазура. Традиционни за Коледа в Тропеа;
- Mastazzola: традиционни медни бисквити. Тези от Сориано Калабро са добре известни;
- Калабрийски сладоледː считан от мнозина за истински типичен специалитет; известни са: 
  - Сладолет от Реджо ди Калабрия и от Баняра Калабра
  - pezzo duro от Джойоза и от Мамола;
  - tartufo di Pizzo: сладолед с вкус на лешник и шоколад, чиято форма напомня тази на трюфел;
  - занаятчийски сладолед от Якурсо
- Cannarìculi: традиционни коледни бисквити от горно Йонийско море с варено вино и мед;
- Cuddhuraci o cudduredda: традиционен великденски сладкиш от Реджо Калабрия;
- Cullurelli: традиционен коледен сладкиш;
- Cururicchi (или curujicchi): коледни картофени пърженки;
- Chiacchiere: карнавални пърженки;
- Chinuliji: пържени сладки, пълни със смес от нахут и сушени плодове, които обикновено се приготвят в Пицо Калабро по време на коледния период;
- Crispeddi cu' meli: тесто, изпържено в зехтин и след това залято с горещ мед;
- Crustuli, turdiddri o turdilli: традиционен коледен десерт от Козенца; пържени кнедли от тесто, приготвени с брашно, захар, мускатово вино и олио, обикновено покрити със смокини или пчелен мед;
- Cupeta: традиционен турон от Монтепаоне, приготвен с мед, сусам и греяно вино;
- Cuzzupa или sguta: приготвя се за Великденските празници почти на цялата територия на Калабрия. Състои се от десерт тип бриош, който се прави в красивите форми на птици, какавиди или корони, в които се вмъкват за декорация на повърхността на яйцата. Сгутата се оформя като малка поничка, украсена с яйце в центъра;
- Сладкиши с пълнеж от бергамот от Реджо ди Калабрия;
- Marzelletti: традиционни бисквити от Сориано Калабро, направени с мед и бадеми;
- Nacatole: традиционни сладкиши от Метрополен град Реджо Калабрия;
- 'Ncinetti: бисквити, покрити със захарна глазура, традиционни за провинция Вибо Валентия. Приготвят се за сватби и Великден;
- Giurgiulèna: това е традиционен коледен десерт, използван в калабрийската кухня. Основната съставка е сусамът, който на калабрийски се обозначава с термина "giuggiulena" (giurgiulena). Рецептата се основава на състава на сусамово семе, излято в мед и фиксирано чрез карамелизиране на захари (в обогатен вариант се добавят и захаросани портокалови корички), подобно на нугата;
- Pitta 'mpigliata от Сан Джовани ин Фиореː традиционен коледен десерт от тънко тесто, напълнено с орехи, бадеми, стафиди, мед и усукано върху себе си, за да оформи торта. Носи характерното си име от факта, че след като се усуче, тортата се завързва с конец, за да запази формата й по време на печене във фурната;
- Chinuliddre: пържен коледен сладкиш, традиционен за Козенца. Състои се от полумесец от пясъчно тесто с пълнеж от горчица или шоколад. След като се изпържи, се залива със смокинов или пчелен мед;
- Ginetti: пържени понички, покрити със захарна глазура, традиционени за Спецано дела Сила и за района на Козенца. Характерни  (доброжелателни) десерти за сватби заедно с ciambrielli и pizzille;
- Ciambrielli: дребни тестени сладки във формата на малък кръгъл сандвич. След това се покриват със захарна глазура. Традиционни десерти от Спецано дела Сила и района на Козенца, които се приготвят на весели поводи като сватби или кръщенета.
- Pizzille: малки сладкиши на основата на мед, които след това се нарязват накриво. Типични десерти от Спецано дела Сила и района на Козенца и се приготвят за весели поводи като сватби или кръщенета;
- Bucchinotti: харктерен десерт за провинция Козенца. Те се състоят от сандък със съкровище от сладкиши, които съдържат (поне в Козенца) mostarda (мармалад от грозде) или също малко домашно приготвени конфитюри или шоколад. Пекат се на фурна в специални метални формички. След като изстинат, се пасират в пудра захар. Тези сладки се приготвят особено по празнични поводи;
- Varchiglia: традиционен десерт от Козенца, датиращ от 14 век. Бил е десерт, приготвен от монахините боси кармелитки. На основата на бадеми и шоколад; все още има типична форма на лодка, от която вероятно носи името си. По същество е сладкиш, който съдържа вътрешност от бадемово брашно и захар, накрая покрита със слой черен шоколад;
- Scaliddre o scalille: традиционен пържен коледен десерт от Козенца, приготвен от жълтъци, брашно, анасон и зехтин. Оформят се тънки струни от тестото, които умело се усукват около дървено вретено, придавайки характерната форма на стълбичка (спирала). След това се пържат в зехтин и след като изстинат, се заливат с мед с вкус на канела или по-типично със захарна глазура (нар. "gileppo");
- Nzuddha: традиционен за празника на Мадоната в Реджо Калабрия;
- Petrali: бисквити с формата на полумесец, пълни със смокини, шоколад, кафе, орехи, бадеми, портокалови и цитронови кори и след това изпечени;
- Pignolata: традиционен десерт от Реджо Калабрия, съставен от топки от бутер тесто, пържени в свинска мас, сглобени във формата на борова шишарка и покрити с мед. Има и втори вид, покрит с глазура от лимон и шоколад или с глазура от бергамот;
- Pipareddhi: подобен на устицата, но направен от бадеми, произведени в град Реджо Калабрия;
- Pitta di San Martino: сладкиш със стафиди;
- Pittapìa или pittipìj: традиционен коледен десерт от град Пицо и района на Вибо Валентия, който се състои от тесто, направено във формата на звезда и напълнено със сладко от грозде, канела, кедрови ядки и много други.
- Sammartini: традиционен калабрийски коледен сладкиш;
- Stomatico: суха бисквита от карамелизирана захар, брашно, зехтин, карамфил и канела, произведена в района на Реджо;
- Susumelle: десерт, приготвен със стафиди, мед и шоколад;
- Tartine di sanguinaccio. десерт, приготвен със свинска кръв и шоколад;
- Dita d'apostuli: много лек пандишпан със сметана;
- Suspiri ri monache: традиционни за Баняра Калабра, покрити с бяла глазура или шоколад;
- Zeppola: традиционен за празника на Свети Йосиф (празник на бащата) на 19 март
- Zippuli или monaceji: сладкиш със захар, мед и стафиди; посолен с картофи и брашно;
- Crema regginaː на базата на ликьор alchermes;
- Pastiera: много подобна на наполетанската
- Turruni gelato: турон на основата на захаросани плодове, традиционен за Реджо.

## Хляб и тестени продукти
- Pane di Cuti: домашен хляб с квас и изпечен в пещ на дърва от Кути Роляно;
- Pan'i Ranu: домашен хляб от Семинара;
- Pani i Migliu o Maruggiu: царевичен хляб, традиционен за Сант'Агата ди Езаро;
- Pitticella ch'i frittuwi: хляб-фокача, традиционен за Сант'Агата ди Езаро, но също така направен и в други центрове в региона, има характеристиката да съдържа свински пърленки или хрпувкавийки вътре;
- Pitta и lestopitta: видове хляб от района под гръцко влияние;
- Pitta farcita или pitta chjina;
- Pane pizzata: царевичен хляб, традиционен за Мамола;
- Buggia conzata: хлебен джоб, пълен със сос, типичен за района на Катандзаро в долната част на Йонийско море
- Pitta

- Вид пита
- Pane pizzata - царевичен хляб от Мамола
- Buggia conzata: хлебен джоб, пълна със сос, характерен за района на Катандзаро в долната част на Йонийско море

## Напитки

### Вина
Калабрия, някога наричана Енотрия (земя на виното), е особено богата на вина; няколко лозя са въведени от първите гръцки колонисти.

#### DOC
- Bivongi rosso в провинции Реджо Калабрия и Катандзаро
- Cirò в провинция Кротоне
- Donnici в провинция Козенца
- Bianco в провинция Реджо Калабрия
- Lamezia Terme в провинция Катандзаро
- Melissa в провинция Кротоне
- Pollino в провинция Козенца
- Sant'Anna di Isola Capo Rizzuto rosso o rosato в провинции Кротоне и Катандзаро
- San Vito di Luzzi в провинция Козенца
- Savuto в провинции Козенца и Катандзаро
- Scavigna в провинция Катандзаро
- Verbicaro в провинция Козенца

#### IGT
- Arghillà в провинция Реджо Калабрия
- Calabria на цялата територия на Калабрия
- Condoleo в провинция Козенца
- Costa Viola в провинция Реджо Калабрия
- Esaro в провинция Козенца
- Lipuda в провинция Кротоне
- Locride в провинция Реджо Калабрия
- Palizzi в провинция Реджо Калабрия
- Pellaro в провинция Реджо Калабрия
- Scilla в провинция Реджо Калабрия
- Val di Neto в провинция Кротоне
- Valdamato в провинция Катандзаро
- Valle del Crati в провинция Козенца
- Valle del Savuto в провинция Козенца

### Ликьори
- Амаро Калабрезела
- Амаро силано
- Амаро дел Абате
- Амарото
- Векио Амаро дел Капо, със златен медал в своята категория на „Concours Mondial de Bruxelles-Spirits Selection“ през 2014 във Флорианополис
- Jefferson от Векио Магадзино Доганале, най-добрият ликьор в света през 2018 г. на World's Drink Awards
- Качуто
- Кефас
- Бергамино или Бергамело (ликьор от  бергамот)
- Ликуориче
- Ликуориче от Росано (ликьор от женско биле)
- Ликуориче от кедър
- Полино
- Рупес, носител на наградата за най-добър ликьор в света през 2020 г. на World's Liqueur Awards
- Дзагара
- Мандаринов ликьор
- Ночино
- Пипарело (ликьор на основата на люти чушки с вкус на портокал, типичен за района на Реджо)[8]
- Паезанела (силна грапа)

### Вода
- Acqua Calabria
- Acqua Fabrizia
- Acqua Fontenoce
- Leo

### Други
- Moka Drink, газирана напитка с вкус на кафе от градския район на Козенца
- Romanella, традиционна газирана напиткс с вкус на лимон и на кафе (Реджо Калабрия)
- Brasilena
- Bergamella или Bergotto DOP, газирана вода от бергамот от Реджо Калабрия
- Cedrata, от кедър

## DOP и IGP продукти
- Бергамот от Реджо Калабрия DOP, бергамотово масло
- Capocollo di Calabria PDO, салам от свински врат
- Червен лук от Тропеа IGP
- Клементини от Калабрия IGP, цитрусови плодове
- Калабрийска панчета DOP
- Калабрийска наденица DOP
- Калабрийска сопресата DOP
- Лимон от Рока Империале IGP
- Турон от Баняра IGP
- Силанско качокавало DOP
- Пекорино от Кротоне DOP
- Калабрийско женско биле DOP
- Смокини от Козенца DOP
- Трюфели от Пицо IGP
- Картофи от Сила IGP
- Двойно пресован зехтин Alto Crotonese DOP
- Двойно пресован зехтин Lametia DOP
- Двойно пресован зехтин от Оливо Бруцио DOP